# 鍾世銘

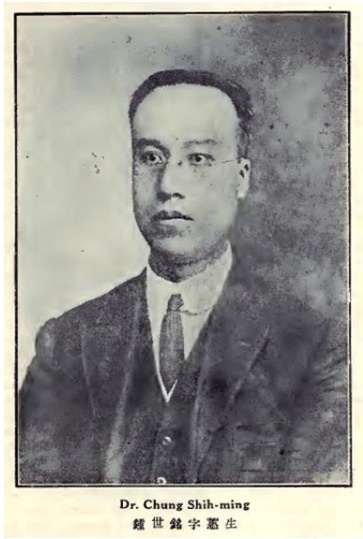

鍾世銘（1879年—1965年），字蕙生，直隸天津人。清朝及中华民国政治人物。

## 生平
鍾世銘1901年入天津普通学堂（该校1903年改称天津府官立中学堂）接受中学教育。1903年4月，入北洋大學堂，此后在该校学习三年。1906年，获官费派赴美國接受高等教育，1908年9月毕业于哈佛大學，獲文学士学位。此后又在哈佛大学攻读研究生，1909年11月获文学碩士（M. A.）。毕业后途经西伯利亚归國时，奉中国政府之命，赴欧洲各先进国家考察政治。归国後，1910年2月，任直隶学务公所專門科科員兼直隸高等工業學堂英文教授。1910年9月，参加留学生考试，获授法政科進士。1911年1月，任直隶学务公所專門科副科长。同年5月，参加殿试，获一甲第四名，授翰林院编修。鉴于他在天津的工作不可或缺，受当时的直隶总督任命为直隶学务公所專門科科长。
中华民国成立后，鍾世銘於1912年6月任直隶高等工业学校教务主任，在同一时期还在北洋法政专门学校教法律。同年11月，直隶学务公所解散，鍾世銘接受北京政府财政部的聘任，协助组织盐务筹备处。1913年1月，任刚刚成立的盐务稽核总所坐办。1914年，因在盐务上的贡献而获得了四等嘉禾章。1914年5月，兼任盐务署编译处坐办。同年12月获得了三等嘉禾章。1915年6月，任盐务署参事。1916年4月，经财政部推荐，获盐运使头衔。同年5月，任盐务署秘书。1918年6月获盐务署聘任，负责监督该署总务厅（the Executive Department）的工作。1918年10月，获二等嘉禾章。1919年11月，获二等大绶嘉禾章。1921年2月，获二等宝光嘉禾章。1921年11月，署北京政府财政部次长，并兼任盐务署署长、盐务稽核总所总办。1921年12月，实授财政部次长。1922年3月，代理财政部总长。同年5月26日，从所任财政方面各职务上解任。
1923年6月，鍾世銘被张作霖聘为高等财政顾问。1924年3月，被任命为奉天交涉使。1924年底，复任财政部次长。1928年，奉系退出山海关外之后，鍾世銘在天津和沈阳闲居。此后曾经主持天津明德慈济会，任天津国学研究社副社长。1945年，鍾世銘曾暂代北洋大学训导长及校长。
1965年，鍾世銘病逝。

## 延伸阅读
[在维基数据编辑]
 《游美同學錄·鍾世銘》，出自《游美同學錄》